# Stewart Granger (basket-ball)
Pour les articles homonymes, voir Stewart Granger.
Stewart Granger, né le 27 octobre 1961, à Montréal, au Canada, est un ancien joueur canadien de basket-ball. Il évolue durant sa carrière au poste de meneur.